# Anton Heiller
Anton Heiller, né à Vienne, le 15 septembre 1923, décédé à Vienne, le 25 mars 1979, est un organiste, claveciniste, compositeur, professeur et chef d'orchestre autrichien.

## Biographie
Après un apprentissage initial de la musique liturgique avec Wilhelm Mück — organiste à la Cathédrale Saint-Étienne de Vienne — Heiller combina son travail de répétiteur et de directeur de chorale à l’Opéra populaire de Vienne (Wiener Volksoper) avec l’étude du piano, de l’orgue et du clavecin sous Bruno Seidlhofer, ainsi que la théorie musicale et la composition sous Friedrich Reidinger au Conservatoire de musique de Vienne. Il fit son service militaire, surtout comme aide médical. Diplômé du conservatoire en 1945, il y devint la même année professeur d’orgue puis professeur agrégé en 1957.
La carrière de Heiller après la Seconde Guerre mondiale est une suite ininterrompue de concerts, conférences, enregistrements, de participation à des concours de musique comme juge, et d’honneurs reçus. 
En 1952 il fit une tournée des États-Unis et de l’Europe avec le premier prix du Concours international d’orgue de Haarlem en poche. Ses récitals d’orgue à Harvard sur les orgues Fisk nouvellement installées à la Memorial Church ont été particulièrement appréciés. L'enregistrement de ces concerts est disponible en coffret de quatre CD. Quelques années avant le lancement du premier de ces disques, il avait déjà publié sous étiquette Vanguard une étonnante série d’enregistrements de plusieurs pièces importantes du répertoire pour orgue de Bach interprété sur un majestueux orgue Marcussen en Suède.
On lui offrit la direction de l’orchestre de l’Opéra de Vienne qu’il refusa afin de parfaire son jeu au clavier. Il reviendra plus tard à la direction d’orchestre.
Heiller enregistra une grande part de son répertoire s’étendant de Gabrieli, Buxtehude et Bach à Reger et son ami Hindemith ; le répertoire romantique pour orgue l’intéressait moins que le Baroque et la musique du XXe siècle. Dans tout ce qu’il aborda, il démontra une technique irréprochable, un sens du rythme indéniable et un talent rare pour clarifier et maintenir l'élan rythmique des plus complexes passages polyphoniques, ce qui laissait au mélomane l’impression d’une grande facilité d’exécution.
Depuis l’adolescence, Heiller composa des morceaux d’un style hermétique, souvent dodécaphoniques, avec des clins d’œil à Hindemith et Frank Martin, morceaux qui n’atteignirent jamais la notoriété de ses prestations. Ils sont toutefois nombreux et incluent bon nombre de pièces pour les instruments dont il jouait, y compris un concerto pour orgue (1963), et ce qui semble être le seul concerto jamais écrit pour orgue et clavecin (1972).
Sa mort prématurée à l’âge de 55 ans (d’un malaise cardiaque probablement provoqué par un étouffement au cours d’un repas) priva l’Europe d’un des musiciens les plus polyvalents et d'un des meilleurs interprètes de l’œuvre de Bach pour orgue.

## Honneurs
Les gouvernements successifs de l’Autriche lui ont décerné tous les prix en leur pouvoir, incluant 
- le Prix de la culture de Vienne (1963),
- la Croix d’honneur pour les Arts et la Science de Vienne (1968),
- le Grand Prix national (1969) honorant un artiste pour son travail exceptionnel.

## Œuvres de Heiller
La liste n’est pas exhaustive.
- Adventmusik für Oboe, Violine, Kinderchor und Orgel (Musique de l’Avent pour hautbois, violon, chœur d’enfants et orgue)
- Ecce lignum crucis
- Fantasia super Salve Regina (Fantaisie sur le Salve Regina)
- Präludium und Fuge in A-Dur (Prélude et fugue en la majeur)
- Psalmenkantate
- Te Deum
- Tanz-Toccata (Danse-Toccate)
- Toccata für zwei Klaviere (Toccata pour deux claviers)